# Martiri di Avignonet
I martiri di Avignonet sono un gruppo di undici inquisitori uccisi dai catari ad Avignonet il 29 maggio 1242. Il loro capofila è il domenicano Guglielmo Arnaud, originario di Montpellier, frate del convento di San Romano a Tolosa, che papa Gregorio IX il 22 aprile 1234 aveva nominato primo inquisitore delle diocesi di Tolosa, Albi, Carcassonne e Agen.
L'episodio del martirio maturò in un clima di forte tensione tra inquisitori e catari, dovuto anche all'eccessivo zelo dell'Arnaud nello svolgere il suo ministero (faceva disseppellire i cadaveri dei catari per bruciarli). Raimondo VII, conte di Tolosa, si lamentò con il pontefice per l'atteggiamento del domenicano: proibì ai sudditi di aver qualsiasi rapporto con i frati e pose soldati alle porte dei conventi per impedire che i religiosi ricevessero vettovaglie.
Raimondo d'Alfan, balì di Avignonet, invitò gli undici nel suo castello fingendo amicizia ma, dopo averli rinchiusi in una sala, li fece trucidare mentre intonavano il Te Deum.
Appartenevano al gruppo:
- Guglielmo Arnaud, sacerdote domenicano;
- Bernardo da Roquefort, sacerdote domenicano;
- Garcia d'Aure, frate converso domenicano;
- Stefano da Saint-Thibery, sacerdote francescano;
- Raimondo Carbonier, sacerdote francescano;
- Raimondo da Cortisan, detto lo scrittore, canonico di Tolosa e arcidiacono di Lézat;
- Bernardo, del clero della cattedrale di Tolosa, chierico di Raimondo;
- Pietro d'Arnaud, laico, notaio dell'inquisizione;
- Fortanerio, chierico, cursore dell'inquisizione;
- Ademaro, chierico, cursore dell'inquisizione;
- il priore di Avignonet, di cui è ignoto il nome, sacerdote, monaco benedettino di Cluse.

Il culto dei martiri iniziò subito dopo la loro morte. Guglielmo Arnaud e Garcia d'Aure furono sepolti in San Romano a Tolosa e nel 1383 i loro corpi furono onorevolmente collocati nella cappella di San Nicola: la loro morte e quella di Bernardo da Roquefort era commemorata annualmente il 10 maggio. Il loro sepolcro andò distrutto durante la Rivoluzione francese. Stefano da Saint-Thibery e Raimondo Carbonier furono sepolti nella chiesa francescana di Tolosa e sulle loro tombe fu posta un'iscrizione celebrativa. L'arcidiacono di Lézat e il suo chierico Bernardo furono sepolti nel chiostro della cattedrale di Tolosa e nel 1647 si ebbe una ricognizione delle loro reliquie che furono traslate in duomo.
Nella chiesa di Avignonet esisteva un quadro rappresentante gli undici martiri con l'aureola: nel 1809 il vescovo costituzionale di Tolosa fece rimuovere il dipinto, che fu poi ricollocato in chiesa e nuovamente tolto nel 1861.
Le procedure per ottenere la conferma del culto dei martiri dalla Santa Sede furono avviate nel 1700 dal domenicano Parcin.
Papa Beato Pio IX, con decreto del 6 settembre 1866, confermò il loro culto con il titolo di beati.
Il loro elogio si legge nel martirologio romano al 29 maggio.